# Sean Sherman

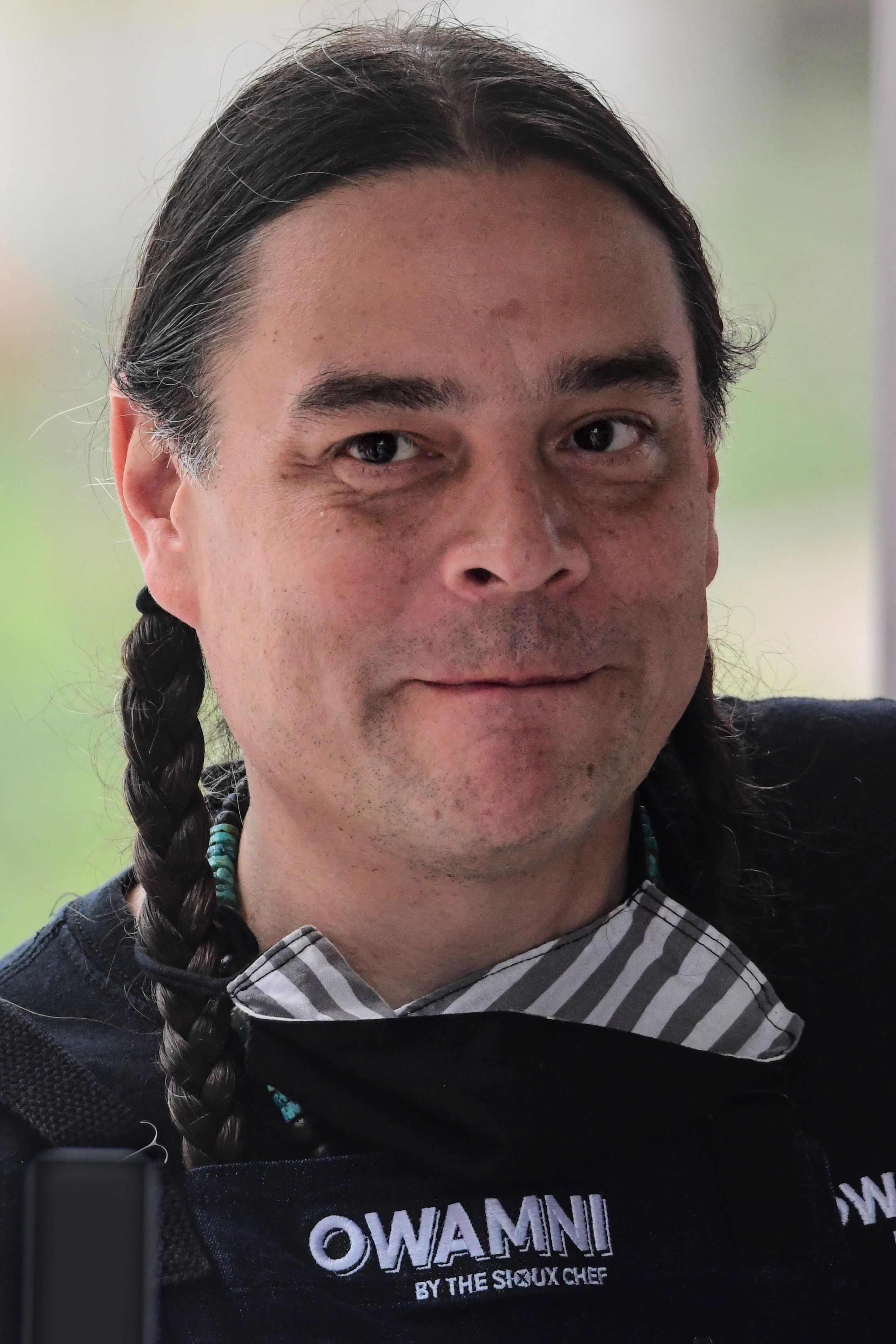
Sean Sherman

Sean Sherman (* 1974 in Pine Ridge, South Dakota) ist ein US-amerikanischer Koch vom Stamm der Oglala-Lakota aus der Volksgruppe der Sioux, Kochbuchautor, Wild- und Feldbeuter und Förderer der indigenen Küche. Sherman gründete das Bildungsunternehmen für indigene Lebensmittel und Catering The Sioux Chef sowie die gemeinnützige Organisation North American Traditional Indigenous Food Systems. Sein Kochbuch, The Sioux Chef’s Indigenous Kitchen, gewann 2018 den James Beard Award als bestes amerikanisches Kochbuch; er selbst erhielt 2019 den James Beard Foundation Leadership Award. 2021 eröffnete er ein Restaurant, Owamni, in Minneapolis, Minnesota, das Gerichte mit Zutaten serviert, die in Nordamerika vor der europäischen Kolonisierung vorhanden waren. Owamni gewann 2022 den James Beard Foundation Award als bestes neues Restaurant.

## Biografie
Sherman wurde 1974 geboren und wuchs auf der Ranch seiner Großeltern im Pine-Ridge-Reservat in South Dakota auf. Seine Großeltern sprachen fließend Lakota. Sherman jagte und sammelte schon in jungen Jahren; an seinem siebten Geburtstag bekam von seinem Großvater eine Schrotflinte geschenkt.
Sherman bekam seinen ersten Job als Tellerwäscher in einem Restaurant mit 13. Er arbeitete in einer Reihe von Restaurants in Minneapolis und wurde mit 27 Küchenchef. Mit 29 war er ausgebrannt und verbrachte einige Zeit in Mexiko, um sich neu zu orientieren. Während er sich in Puerto Vallarta bei einigen Huicholen aufhielt, die ihre voreuropäische Kultur pflegten, erkannte er, dass er sein eigenes Erbe kennenlernen wollte: Was hatten seine Vorfahren gegessen, bevor die Europäer ankamen?
Im Jahr 2014 gründete Sherman The Sioux Chef (ausgesprochen wie das französische Sous-Chef), ein Unternehmen für indigene Ernährung und Catering. Er gründete mit seiner Geschäfts- und Lebenspartnerin Dana Thompson die Non-Profit-Organisation North American Traditional Indigenous Food Systems (NĀTIFS). 2015 starteten er und Thompson den Tatanka Truck, einen Food Truck, der Gerichte wie Bison-Wildreis und Tees aus Zeder und Ahorn anbietet.
2017 war Sherman Co-Autor des Kochbuchs The Sioux Chef’s Indigenous Kitchen, herausgegeben von der University of Minnesota, das 2018 den James Beard Award als bestes amerikanisches Kochbuch gewann. Um die Rezepte für das Buch zu erstellen, interviewte er ältere Gemeindemitglieder und durchsuchte Archive nach Beschreibungen traditioneller Lakota-Speisen. Die Rezepte in dem Buch enthalten keine Milchprodukte, Weizen, Rindfleisch, Schweinefleisch oder Rohrzucker, da dies nicht-einheimische Zutaten sind, die erst von europäischen Siedlern nach Nordamerika gebracht wurden.
Im Jahr 2019 erhielt Sherman den Leadership Award der James Beard Foundation, der Menschen und Organisationen auszeichnet, die „daran arbeiten, unsere Ernährungswelt zum Besseren zu verändern“.
2021 eröffnete Sherman in Minneapolis das Restaurant Owamni. 2022 erhielt es den James Beard Award als bestes neues Restaurant.

## Auszeichnungen
- 2015: First Peoples Fund Fellowship[2]
- 2018: Bush Foundation Fellowship[2]
- 2018: First American Entrepreneurship Award[2]
- 2018: James Beard Award, Best American Cookbook[2][3][5]
- 2019: James Beard Leadership Award[2][5]
- 2022: James Beard Foundation Award, Best New Restaurant[3]

## Veröffentlichungen
- 2017: The Sioux Chef’s Indigenous Kitchen
  - dt. Indigen kochen. Übers. Sabine Franke. kanon 2023. ISBN 978-3-98568-082-5